# Kościół Najświętszej Maryi Panny Królowej Polski w Ozorkowie
Kościół Najświętszej Maryi Panny Królowej Polski w Ozorkowie – rzymskokatolicki kościół parafialny należący do dekanatu ozorkowskiego archidiecezji łódzkiej).
Budowa świątyni została rozpoczęta w dniu 4 maja 1995 roku. Kościół został zaprojektowany przez architektów Mirosława Rybaka i Marka Grymina. Budowa zakończyła się w dniu 23 listopada 2003 roku. Mury budowli zostały poświęcone przez arcybiskupa Władysława Ziółka w dniu 23 listopada 2003 roku.
Do wyposażenia świątyni należą: ołtarz, chrzcielnica, Droga Krzyżowa, organy elektroniczne, dzwon, ambona, witraże, ławki, konfesjonały, posadzka.